# لويس بفينينجير
لويس بفينينجير مواليد 1 نوفمبر 1944 في بيولاش، هو دراج سويسري سابق. سبق أن شارك في دورة الألعاب الأولمبية الصيفية.

## سباقات أو مراحل فاز بها
- طواف سويسرا

## روابط خارجية
- لويس بفينينجير على موقع أرشيف الدراجات (الإنجليزية)
- لويس بفينينجير على موقع إحصائيات الدراجات الإحترافية (الإنجليزية)
- لويس بفينينجير على موقع CycleBase (الإنجليزية)
- لويس بفينينجير على موقع أوليمبيديا (الإنجليزية)